# Canté
Canté est une commune française, située dans le nord du département de l'Ariège en région Occitanie. Sur le plan historique et culturel, la commune fait partie du pays de l'Aguanaguès ou plaine d'Ariège, parfois appelé basse Ariège, ou piémont ariégeois.
Exposée à un climat océanique altéré, elle est drainée par la Jade, l'Aure de Canté et par divers autres petits cours d'eau.
Canté est une commune rurale qui compte 212 habitants en 2022, après avoir connu un pic de population de 423 habitants en 1851. Elle fait partie de l'aire d'attraction de Toulouse. Ses habitants sont appelés Cantéens, Cantéennes.

## Géographie

### Localisation
1. Carte dynamique
2. Carte Openstreetmap
3. Carte topographique
4. Carte avec les communes environnantes

La commune de Canté se trouve dans le département de l'Ariège, en région Occitanie.
Commune située au Nord du département de l'Ariège, à 50 km au Sud de Toulouse. Le village d'environ 200 habitants est construit en dehors des routes à grande circulation que sont la RN 20 et la départementale (D 27) qui relie Saverdun à Muret. C'est une commune limitrophe avec le département de la Haute-Garonne.
Elle se situe à 33 km à vol d'oiseau de Foix, préfecture du département, à 17 km de Pamiers, sous-préfecture, et à 4 km de Saverdun, bureau centralisateur du canton des Portes d'Ariège dont dépend la commune depuis 2015 pour les élections départementales.
La commune fait en outre partie du bassin de vie de Saverdun.
Les communes les plus proches sont : 
Labatut (1,4 km), Lissac (2,3 km), Saint-Quirc (3,3 km), Saverdun (4,1 km), Gaillac-Toulza (4,9 km), Marliac (5,5 km), Brie (5,6 km), Justiniac (5,7 km).
Sur le plan historique et culturel, Canté fait partie du pays de l'Aguanaguès ou plaine d'Ariège, parfois appelé basse Ariège, ou piémont ariégeois. Ce pays, dont l'origine remonte probablement à l'époque carolingienne s'applique à la plaine de Pamiers et, par extensions, à celle de Saverdun.
Canté est limitrophe de cinq autres communes dont trois dans le département de la Haute-Garonne.
Les communes limitrophes sont  Brie, Cintegabelle, Gaillac-Toulza, Labatut, Marliac et Saverdun.
|                                | Labatut | Cintegabelle (Haute-Garonne) |
| Gaillac-Toulza (Haute-Garonne) | Canté   |                              |
| Marliac (Haute-Garonne)        | Brie    | Saverdun                     |

### Géologie et relief
La commune est située dans le Bassin aquitain, le deuxième plus grand bassin sédimentaire de la France après le Bassin parisien, certaines parties étant recouvertes par des formations superficielles. Les terrains affleurants sur le territoire communal sont constitués de roches sédimentaires datant du Cénozoïque, l'ère géologique la plus récente sur l'échelle des temps géologiques, débutant il y a 66 millions d'années. La structure détaillée des couches affleurantes est décrite dans la feuille « n°1035 - Saverdun » de la carte géologique harmonisée au 1/50 000ème du département de l'Ariège, et sa notice associée.
La superficie cadastrale de la commune publiée par l’Insee, qui sert de références dans toutes les statistiques, est de 9,8 km2,. La superficie géographique, issue de la BD Topo, composante du Référentiel à grande échelle produit par l'IGN, est quant à elle de 9,75 km2. L'altitude du territoire varie entre 216 m et 352 m.
Une grande partie des habitations est blottie au confluent de la petite vallée creusée par un ruisseau la Jade et de la plaine alluviale de l'Ariège. Ces coteaux sur lesquels ont été bâties des maisons constituent le talus de la première terrasse alluviale de l'Ariège vers l'Ouest s'étend le plateau de cette terrasse auquel succède une deuxième terrasse.

### Hydrographie

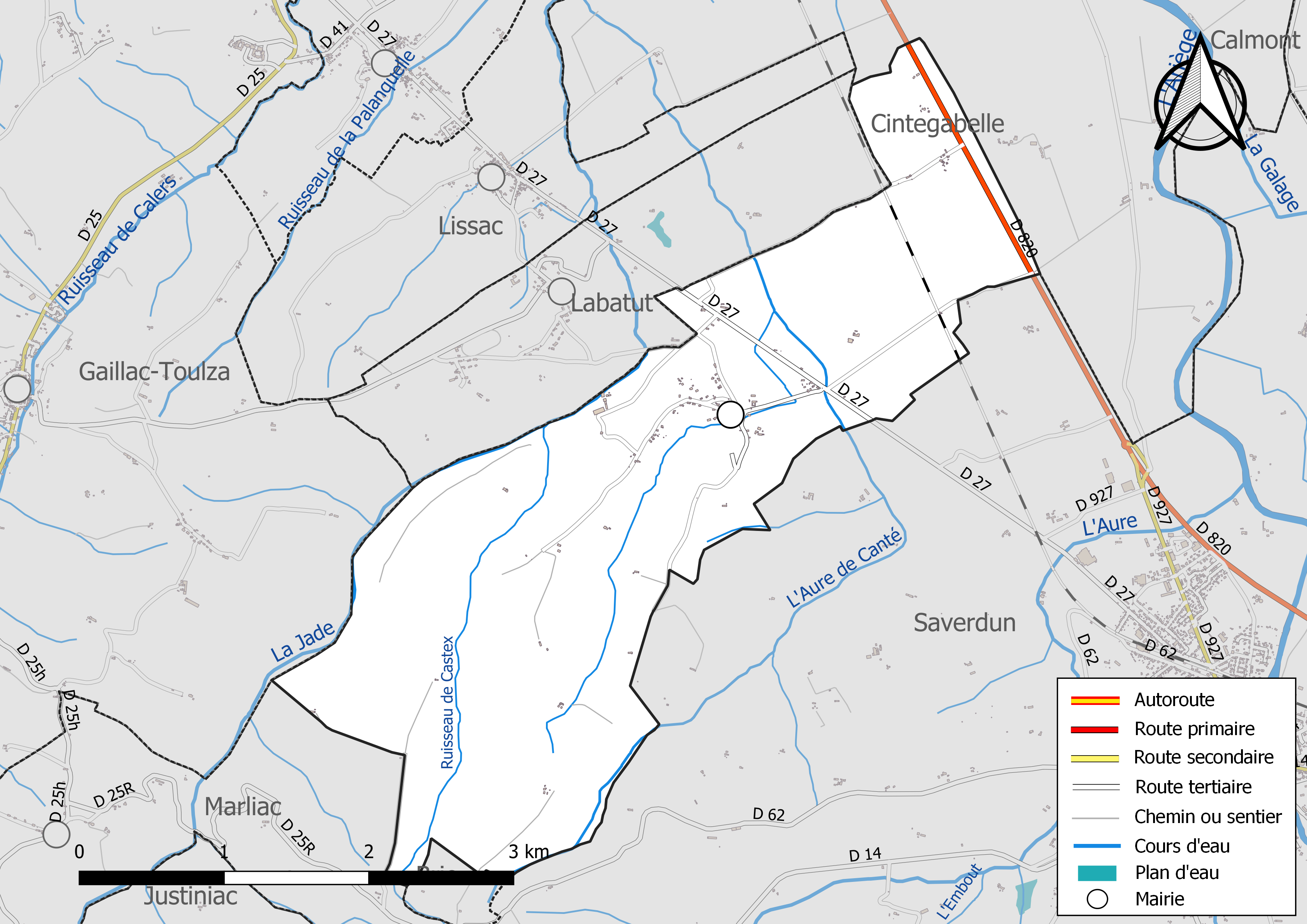
Réseaux hydrographique et routier de Canté.

La commune est dans le bassin versant de la Garonne, au sein du bassin hydrographique Adour-Garonne. Elle est drainée par la Jade, L'Aure de Canté, le ruisseau de Castex et par divers petits cours d'eau, constituant un réseau hydrographique de 12 km de longueur totale,.
La Jade, d'une longueur totale de 15,2 km, prend sa source dans la commune de Justiniac et s'écoule du sud vers le nord. Elle traverse la commune et se jette dans l'Ariège à Cintegabelle, après avoir traversé 9 communes.

### Climat
Pour des articles plus généraux, voir Climat de l'Occitanie et Climat de l'Ariège.
En 2010, le climat de la commune est de type climat du Bassin du Sud-Ouest, selon une étude s'appuyant sur une série de données couvrant la période 1971-2000. En 2020, Météo-France publie une typologie des climats de la France métropolitaine dans laquelle la commune est dans une zone de transition entre le climat océanique altéré et le climat de montagne et est dans la région climatique Pyrénées centrales, caractérisée par une pluviométrie annuelle de 1 000 à 1 200 mm.
Pour la période 1971-2000, la température annuelle moyenne est de 13 °C, avec une amplitude thermique annuelle de 15,7 °C. Le cumul annuel moyen de précipitations est de 791 mm, avec 9,5 jours de précipitations en janvier et 5,8 jours en juillet. Pour la période 1991-2020, la température moyenne annuelle observée sur la station météorologique la plus proche, située sur la commune de Montaut à 12 km à vol d'oiseau, est de 13,7 °C et le cumul annuel moyen de précipitations est de 677,1 mm,. Pour l'avenir, les paramètres climatiques de la commune estimés pour 2050 selon différents scénarios d'émission de gaz à effet de serre sont consultables sur un site dédié publié par Météo-France en novembre 2022.

### Milieux naturels et biodiversité
Aucun espace naturel présentant un intérêt patrimonial n'est recensé sur la commune dans l'inventaire national du patrimoine naturel,,.

## Urbanisme

### Typologie
Au 1er janvier 2024, Canté est catégorisée commune rurale à habitat dispersé, selon la nouvelle grille communale de densité à 7 niveaux définie par l'Insee en 2022.
Elle est située hors unité urbaine. Par ailleurs la commune fait partie de l'aire d'attraction de Toulouse, dont elle est une commune de la couronne,. Cette aire, qui regroupe 527 communes, est catégorisée dans les aires de 700 000 habitants ou plus (hors Paris),.

### Occupation des sols

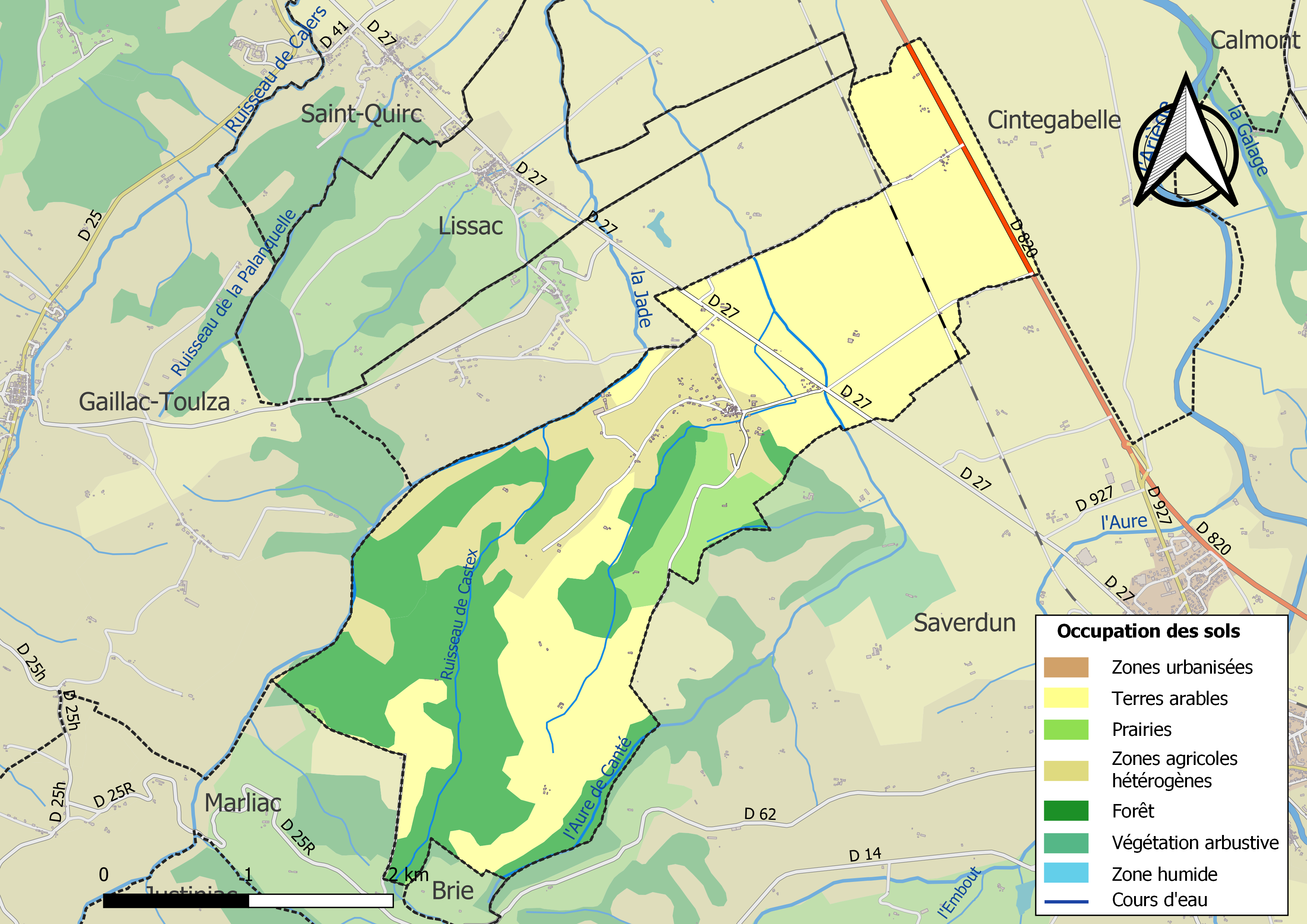
Carte des infrastructures et de l'occupation des sols de la commune en 2018 (CLC).

L'occupation des sols de la commune, telle qu'elle ressort de la base de données européenne d’occupation biophysique des sols Corine Land Cover (CLC), est marquée par l'importance des territoires agricoles (70,9 % en 2018), une proportion identique à celle de 1990 (70,9 %). La répartition détaillée en 2018 est la suivante : 
terres arables (50 %), forêts (29,1 %), zones agricoles hétérogènes (16 %), prairies (4,9 %). L'évolution de l’occupation des sols de la commune et de ses infrastructures peut être observée sur les différentes représentations cartographiques du territoire : la carte de Cassini (XVIIIe siècle), la carte d'état-major (1820-1866) et les cartes ou photos aériennes de l'IGN pour la période actuelle (1950 à aujourd'hui).

### Habitat et logement
En 2018, le nombre total de logements dans la commune était de 109, alors qu'il était de 108 en 2013 et de 99 en 2008.
Parmi ces logements, 81,7 % étaient des résidences principales, 8,3 % des résidences secondaires et 10,1 % des logements vacants. Ces logements étaient pour 96,3 % d'entre eux des maisons individuelles et pour 3,7 % des appartements.
Le tableau ci-dessous présente la typologie des logements à Canté en 2018 en comparaison avec celle de l'Ariège et de la France entière. Une caractéristique marquante du parc de logements est ainsi une proportion de résidences secondaires et logements occasionnels (8,3 %) inférieure à celle du département (24,6 %) mais supérieure à celle de la France entière (9,7 %). Concernant le statut d'occupation de ces logements, 75,3 % des habitants de la commune sont propriétaires de leur logement (75,9 % en 2013), contre 66,3 % pour l'Ariège et 57,5 % pour la France entière.
| Typologie                                               | Canté | Ariège | France entière |
| ------------------------------------------------------- | ----- | ------ | -------------- |
| Résidences principales (en %)                           | 81,7  | 65,7   | 82,1           |
| Résidences secondaires et logements occasionnels (en %) | 8,3   | 24,6   | 9,7            |
| Logements vacants (en %)                                | 10,1  | 9,7    | 8,2            |

### Voies de communication et transports
Accès avec les lignes régulières de transport interurbain réseau Arc-en-ciel (anciennement SEMVAT), et par le train en gare de Saverdun.

### Risques majeurs
Le territoire de la commune de Canté est vulnérable à différents aléas naturels : inondations, climatiques (grand froid ou canicule), mouvements de terrains et séisme (sismicité faible). Il est également exposé à un risque technologique, le transport de matières dangereuses,.

#### Risques naturels

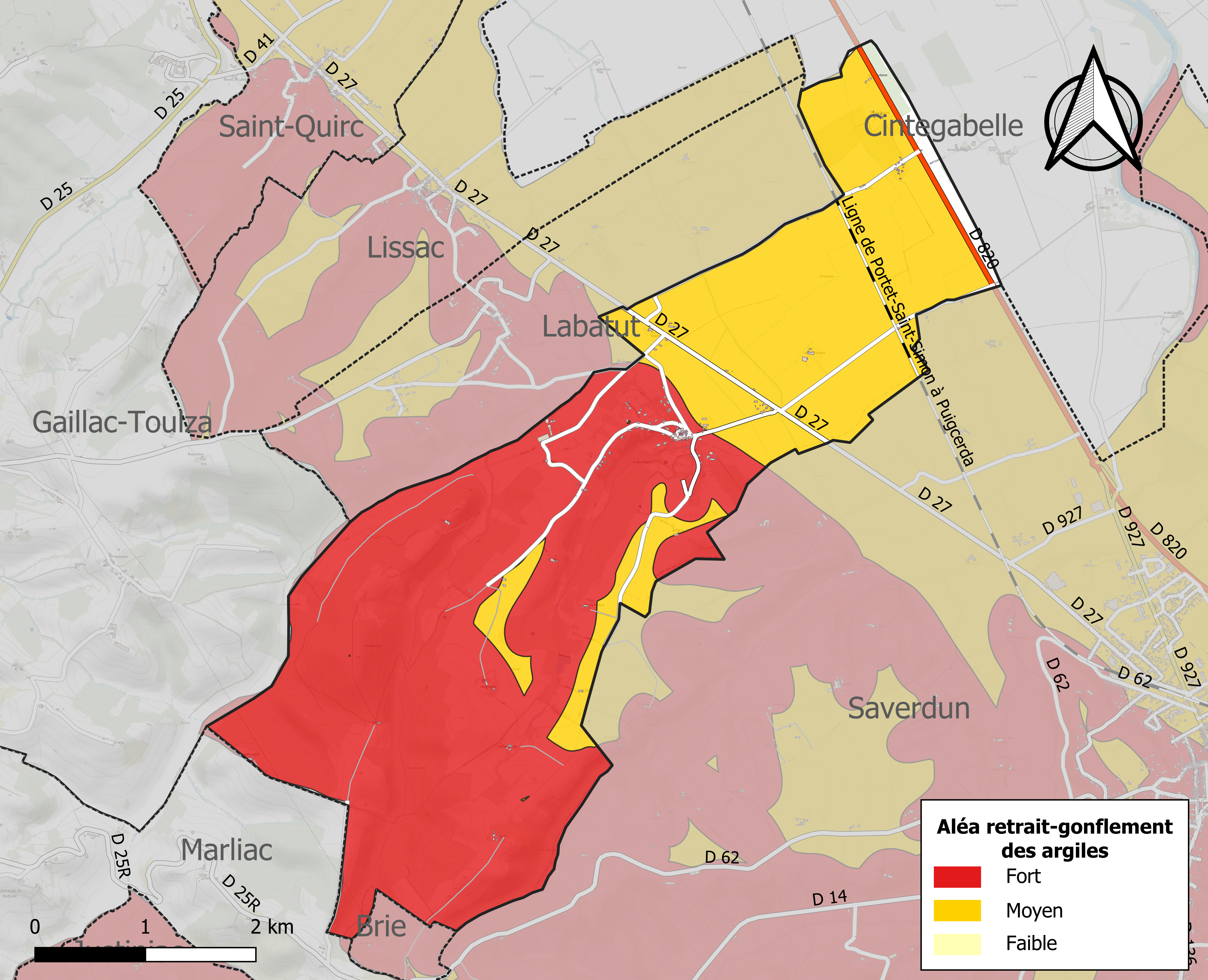
Zonage de l'aléa retrait-gonflement des argiles sur la commune de Canté.

Certaines parties du territoire communal sont susceptibles d’être affectées par le risque d’inondation par débordement, crue torrentielle d'un cours d'eau, l'Ariège, ou ruissellement d'un versant. L’épisode de crue le plus marquant dans le département reste sans doute celui de 1875. Parmi les inondations marquantes plus récentes concernant le cours d'eau de l'Ariège figurent la crue torrentielle de 1982 et les inondations de plaine de 1996 et de 2005 de la Basse vallée de l'Ariège.
Les mouvements de terrains susceptibles de se produire sur la commune sont soit des glissements de terrains soit des mouvements liés au retrait-gonflement des argiles. Près de 50 % de la superficie du département est concernée par l'aléa retrait-gonflement des argiles, dont la commune de Canté. L'inventaire national des cavités souterraines permet par ailleurs de localiser celles situées sur la commune.
Ces risques naturels sont pris en compte dans l'aménagement du territoire de la commune par le biais d'un plan de prévention des risques (PPR) inondation et mouvement de terrain approuvé le 21 mai 2007.

#### Risques technologiques
Le risque de transport de matières dangereuses par une infrastructure routière ou ferroviaire ou par une canalisation de transport de gaz concerne la commune. Un accident se produisant sur une telle infrastructure est en effet susceptible d’avoir des effets graves au bâti ou aux personnes jusqu’à 350 m, selon la nature du matériau transporté. Des dispositions d’urbanisme peuvent être préconisées en conséquence.

## Politique et administration

### Découpage territorial
La commune de Canté est membre de la communauté de communes des Portes d'Ariège Pyrénées, un établissement public de coopération intercommunale (EPCI) à fiscalité propre créé le 5 octobre 2016 dont le siège est à Pamiers. Ce dernier est par ailleurs membre d'autres groupements intercommunaux.
Sur le plan administratif, elle est rattachée à l'arrondissement de Pamiers, au département de l'Ariège, en tant que circonscription administrative de l'État, et à la région Occitanie.
Sur le plan électoral, elle dépend du canton des Portes d'Ariège pour l'élection des conseillers départementaux, depuis le redécoupage cantonal de 2014 entré en vigueur en 2015, et de la deuxième circonscription de l'Ariège  pour les élections législatives, depuis le redécoupage électoral de 1986.

### Administration municipale
Le nombre d'habitants au recensement de 2011 étant compris entre 100 et 499, le nombre de membres du conseil municipal pour l'élection de 2014 est de onze,.

### Liste des maires
| Période                                  | Période  | Identité          | Étiquette | Qualité                           |
| ---------------------------------------- | -------- | ----------------- | --------- | --------------------------------- |
| 1995                                     | 2008     | Jean-Louis Moulet | PS        |                                   |
| mars 2008                                | mai 2020 | Philippe Bisognin | UMP-LR    | Retraité agricole                 |
| mai 2020                                 | en cours | Éric Cancel       |           | Ancienne Profession intermédiaire |
| Les données manquantes sont à compléter. |          |                   |           |                                   |

## Population et société

### Démographie
L'évolution du nombre d'habitants est connue à travers les recensements de la population effectués dans la commune depuis 1793. Pour les communes de moins de 10 000 habitants, une enquête de recensement portant sur toute la population est réalisée tous les cinq ans, les populations de référence des années intermédiaires étant quant à elles estimées par interpolation ou extrapolation. Pour la commune, le premier recensement exhaustif entrant dans le cadre du nouveau dispositif a été réalisé en 2008.

En 2022, la commune comptait 212 habitants, en évolution de +2,91 % par rapport à 2016 (Ariège : +1,48 %, France hors Mayotte : +2,11 %).
| 1793 | 1800 | 1806 | 1821 | 1831 | 1836 | 1841 | 1846 | 1851 |
| ---- | ---- | ---- | ---- | ---- | ---- | ---- | ---- | ---- |
| 265  | 268  | 320  | 301  | 344  | 419  | 397  | 422  | 423  |

| 1856 | 1861 | 1866 | 1872 | 1876 | 1881 | 1886 | 1891 | 1896 |
| ---- | ---- | ---- | ---- | ---- | ---- | ---- | ---- | ---- |
| 398  | 405  | 422  | 411  | 404  | 381  | 372  | 379  | 346  |

| 1901 | 1906 | 1911 | 1921 | 1926 | 1931 | 1936 | 1946 | 1954 |
| ---- | ---- | ---- | ---- | ---- | ---- | ---- | ---- | ---- |
| 331  | 336  | 319  | 257  | 237  | 227  | 230  | 220  | 202  |

| 1962 | 1968 | 1975 | 1982 | 1990 | 1999 | 2006 | 2008 | 2013 |
| ---- | ---- | ---- | ---- | ---- | ---- | ---- | ---- | ---- |
| 182  | 150  | 158  | 142  | 164  | 179  | 198  | 203  | 210  |

| 2018 | 2022 | - | - | - | - | - | - | - |
| ---- | ---- | - | - | - | - | - | - | - |
| 204  | 212  | - | - | - | - | - | - | - |

| selon la population municipale des années : | 1968 | 1975 | 1982 | 1990 | 1999 | 2006 | 2009 | 2013 |
| Rang de la commune dans le département      | 190  | 159  | 166  | 145  | 127  | 133  | 133  | 134  |
| Nombre de communes du département           | 340  | 328  | 330  | 332  | 332  | 332  | 332  | 332  |

### Enseignement
Canté fait partie de l'académie de Toulouse.

### Activités sportives
Chasse, pétanque, randonnée pédestre.

### Écologie et recyclage
La collecte et le traitement des déchets des ménagés et des déchets assimilés ainsi que la protection et la mise en valeur de l'environnement se font dans le cadre du SMECTOM du Plantaurel,.

## Économie

### Revenus
En 2018, la commune compte 87 ménages fiscaux, regroupant 204 personnes. La médiane du revenu disponible par unité de consommation est de 20 060 € (19 820 € dans le département).

### Emploi
| Division       | 2008   | 2013   | 2018   |
| -------------- | ------ | ------ | ------ |
| Commune        | 10,2 % | 8,5 %  | 9,6 %  |
| Département    | 8,9 %  | 11,1 % | 11,2 % |
| France entière | 8,3 %  | 10 %   | 10 %   |

En 2018, la population âgée de 15 à 64 ans s'élève à 136 personnes, parmi lesquelles on compte 78,7 % d'actifs (69,1 % ayant un emploi et 9,6 % de chômeurs) et 21,3 % d'inactifs,. En  2018, le taux de chômage communal (au sens du recensement) des 15-64 ans est inférieur à celui de la France et du département, alors qu'en 2008 la situation était inverse.
La commune fait partie de la couronne de l'aire d'attraction de Toulouse, du fait qu'au moins 15 % des actifs travaillent dans le pôle,. Elle compte 32 emplois en 2018, contre 27 en 2013 et 23 en 2008. Le nombre d'actifs ayant un emploi résidant dans la commune est de 94, soit un indicateur de concentration d'emploi de 34,1 % et un taux d'activité parmi les 15 ans ou plus de 62,6 %.
Sur ces 94 actifs de 15 ans ou plus ayant un emploi, 17 travaillent dans la commune, soit 18 % des habitants. Pour se rendre au travail, 86,2 % des habitants utilisent un véhicule personnel ou de fonction à quatre roues, 6,4 % les transports en commun, 3,2 % s'y rendent en deux-roues, à vélo ou à pied et 4,3 % n'ont pas besoin de transport (travail au domicile).

### Activités hors agriculture
19 établissements sont implantés  à Canté au 31 décembre 2019.
Le secteur de la construction est prépondérant sur la commune puisqu'il représente 26,3 % du nombre total d'établissements de la commune (5 sur les 19 entreprises implantées  à Canté), contre 14,2 % au niveau départemental.

### Agriculture
|                                   | 1988 | 2000 | 2010 |
| --------------------------------- | ---- | ---- | ---- |
| Exploitations                     | 17   | 10   | 8    |
| Superficie agricole utilisée (ha) | 541  | 381  | 322  |

La commune fait partie de la petite région agricole dénommée « Plaine de l'Ariège ». En 2010, l'orientation technico-économique de l'agriculture  sur la commune est la production de céréales et oléoprotéagineux. Huit exploitations agricoles ayant leur siège dans la commune sont dénombrées lors du recensement agricole de 2010 (douze en 1988). La superficie agricole utilisée est de 322 ha.

## Culture locale et patrimoine

### Lieux et monuments

#### Église Saint-Eutrope
L’église Saint-Eutrope, bâtie en briques sur le flanc du petit mamelon où se dressait le fort de Canté, est à une seule nef avec deux chapelles latérales. Son portail en briques est en arc brisé.
Le clocher octogonal, de type toulousain, s'est effondré pour moitié sous l'effet d'un glissement de terrain. Sous le sanctuaire, la crypte voûtée fut la chapelle funéraire de la famille de Foix-Rabat.
Un bénitier creusé dans la partie inférieure d'une statue antique en marbre blanc, accueille les fidèles ; il s'agit d'un homme vêtu de la toge, chapé avec élégance et chaussé de sandales.

### Personnalités liées à la commune
- Jacques Fournier, appelé Jacques le Nouveau, né à Canté vers 1280, il aurait gardé les moutons près de l'abbaye de Boulbonne. Son père était boulanger à Saverdun d'où lui vint probablement le surnom de Fournier qui signifiait « boulanger » en ce temps-là. Évêque de Pamiers (1317-1326), puis évêque de Mirepoix (1326-1327) et cardinal prêtre du titre de Saint-Prisque en 1327. On l'appelait le « Cardinal Blanc » parce qu'il avait été religieux de Citeaux, et qu'il en portait l'habit (brun et de blanc). Succédant à Jean XXII, il fut élu pape par le conclave d'Avignon le 20 décembre 1334 sous le nom de Benoît XII (1334-1342). Comme sa naissance n'était pas bien illustre, les cardinaux furent tous surpris de ce choix unanime. « Vous avez choisi un âne », leur dit-il. Il fit construire le Palais des Papes à Avignon. Il fut l'un des grands inquisiteurs. Il mourut à Avignon le 25 août 1342.
- Germain Sarrut, écrivain et homme politique né sur la commune.
- Jacques-Thomas Sarrut, général français qui servit sous la Révolution française et le Premier Empire. Il est né à Canté le 16 août 1765 et est mort le 26 juin 1813, par suite de ses blessures reçues lors de la bataille de Vitoria.

### Héraldique
| Blason de Canté | Blason  | Parti : au 1 d'argent à une hache d'armes d'azur posée en bande, au 2 de sinople à deux clés d'argent passées en sautoir, le tout au chef d'or à trois pals de gueules.                                                                                |
| Blason de Canté | Détails | Le PV d'adoption présente un descriptif peu héraldique : Les trois pals de gueules (rouges), la hache d'arme, les clés croisées accompagnées de la couleur verte & un listel d'or chargé du texte « Canté » Créé par JF Binon. Adopté le 22 mars 2024. |

## Pour approfondir